# 竹子湖
25°10′09″N 121°32′20″E / 25.16923°N 121.539012°E
竹子湖，是臺灣北部大屯山與七星山之間的一個山谷，位於陽明山國家公園轄區內，行政區則屬於臺北市北投區湖田。當地海拔約670公尺，氣候涼爽多雨。由於土壤肥沃，又擁有豐沛潔淨的山泉水源，為陽明山區少有的休閒農業區，也是大臺北地區知名的旅遊景點。竹子湖曾經係火山爆發後所形成的天然堰塞湖，如今湖水已然退去。過去曾栽植大片箭竹及孟宗竹，風起時竹子隨風起舞有如湖面波浪，因而得名。

## 地形

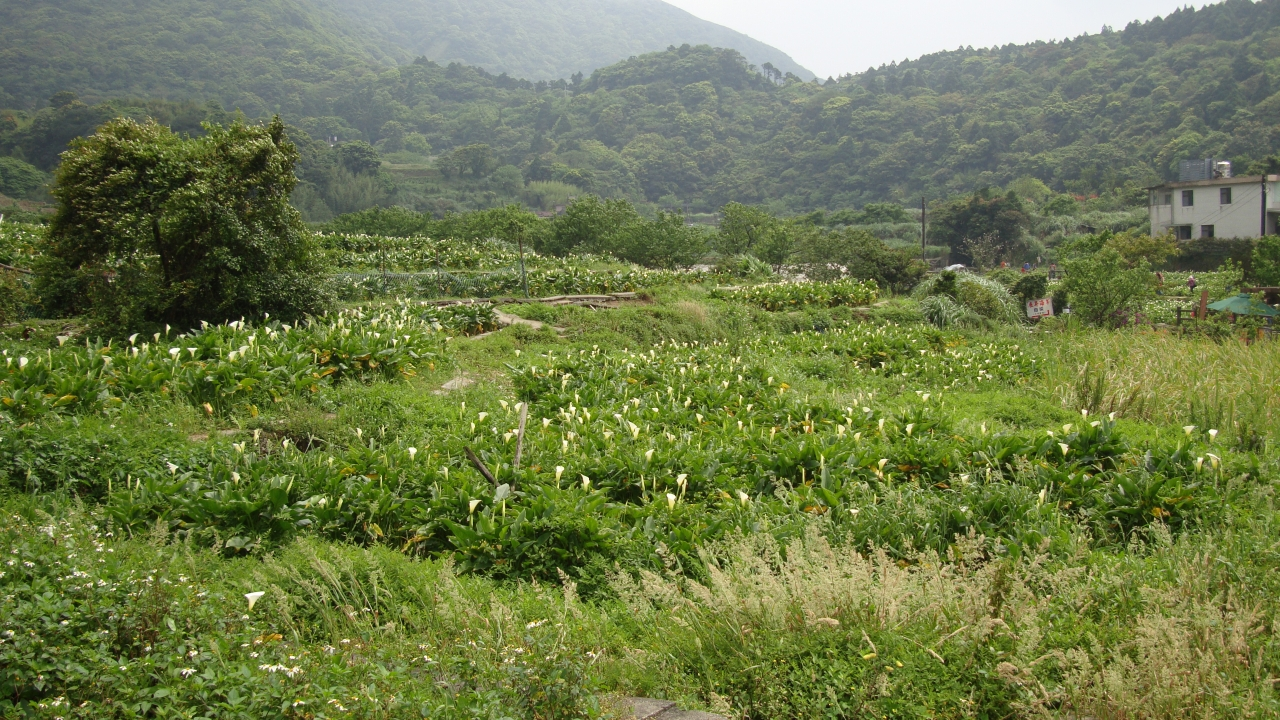
西竹子湖的海芋田其中一角

竹子湖位於陽明山之腰部，面對臺北盆地。全區因熔岩流分割為東、西兩部分。西竹子湖係由大屯山、小觀音山熔岩流堰塞而成，今已成一穩定坡面。東竹子湖則由七星山、小觀音山熔岩堰塞而成，形成時間較晚。

## 氣候
在氣溫方面，年均溫約攝氏18.5至21.0度，夏季悶熱可達30度，但因地勢較高，仍較臺北盆地涼爽；冬季則低於10度，溫差顯著。與陽明山其他地區相較，則一月略低、七月較高。
雨量方面，因位於西南氣流迎風面，年均雨量可達4,500多公釐，是臺北盆地的兩倍有餘。尤其在七到十二月間受到颱風與東北季風的雙重影響，為降雨集中的時期。

## 特殊人文景觀

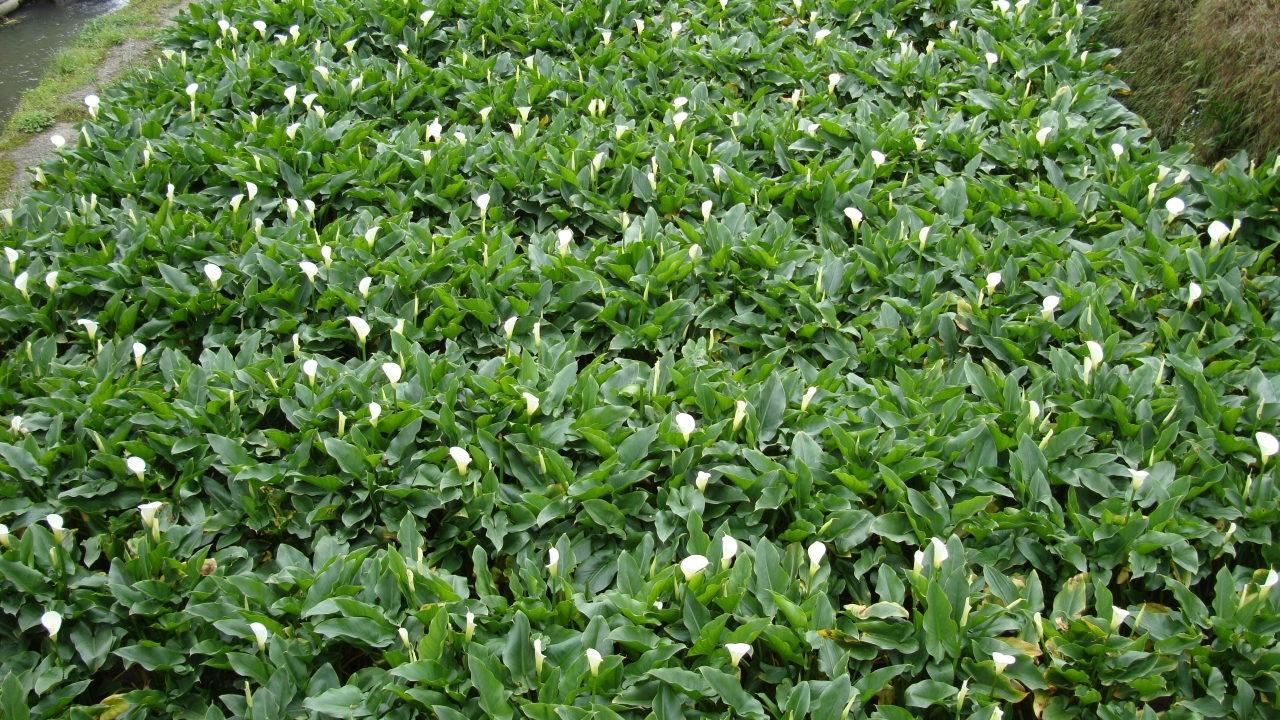
竹子湖的觀光農業之一，海芋田

- 湖田國小
前身為竹子湖書房，1934年5月28日成立竹子湖國語講習所。[4][5]1952年，成立湖山國小湖田分班。1966年升格為湖山國民學校湖田分校。1969年，獨立為陽明山管理局湖田國民學校。1974年改制為今名。目前有附設幼稚園。[6]

- 陽明書屋
建於1969年至1970年間，原名中興賓館，係臺灣唯一由蔣中正親自擇定興建的行館。1979年，中國國民黨中央委員會黨史委員會遷至此處後改為今名。1997年轉交陽明山國家公園管理至今。[7]

- 竹子湖氣象站
1937年成立，原名「臺灣總督府氣象台竹子湖出張所」，幾經更名與改制後，目前為中央氣象局編制之四等氣象站。[8]

## 歷史

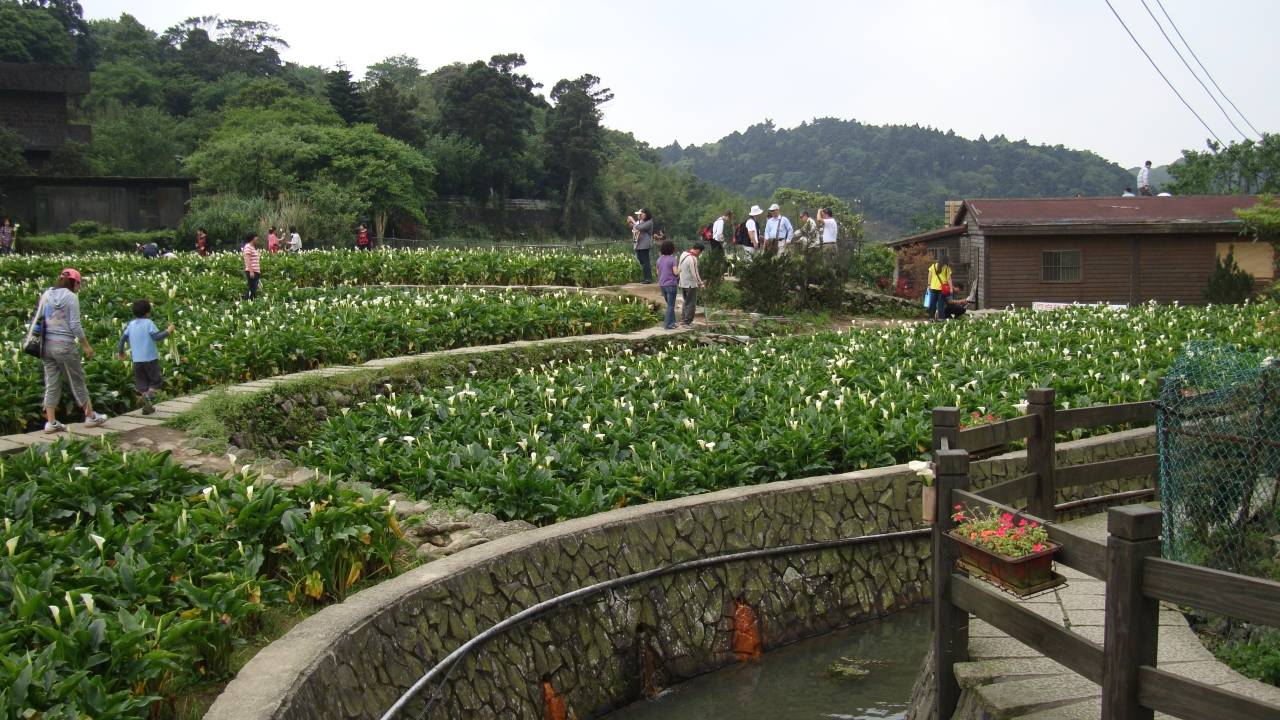
在西竹子湖海芋田中的遊客群之一

### 概述
竹子湖地區在史前時代就已有人類活動的痕跡，但是由於出土文物相當零星，僅能推測這個地區只是從臺北盆地通往北海岸之孔道，或是進行採集與狩獵的生活領域。清代雍正、乾隆、嘉慶年間，漢人大量移墾，竹子湖地區聚落也在此一時期形成。最早來此開墾的為泉州的高姓家族，其次為曹姓家族，再次才是林姓與其他家族。
1895年清朝割讓臺灣給日本，陽明山地區有簡大獅率領的抗日勢力集結，在竹子湖地區也留下古戰場遺跡。在日本控制全臺之後，磯永吉博士因登七星山而發現此地特殊的地形，於1923年設立蓬萊米原種田事務所。隨著農業的發展，溫泉療養所、登山住宿山莊、竹子湖書房、蔬菜試驗所、堆肥試驗場，以及灌溉所需的水利設施，也陸續建立起來。在此時期，陸續發展出蓬萊米與高麗菜的產業。
第二次世界大戰戰後，國民政府經費短缺，農業試驗所遭到廢除，再加上梨山當地高麗菜的競爭，竹子湖的農業日漸沒落。後來隨著海芋（馬蹄蓮）的引進，產業逐漸轉型為以花卉、觀光相關產業為主。
竹子湖地區經由當地花農與北投區農會、臺北市農會及臺北市政府的共同努力，多年來已經發展成為大臺北地區居民的一處後花園。每年的二月到五月左右的海芋開花期間，不分平日與假日，皆有大量遊客前往觀賞與採集。當地也與政府相關單位合作，於每年的海芋花季期間舉辦《竹子湖海芋季》。

### 行政區劃沿革
- 清治時期
  - 康熙：內北投社
  - 乾隆：北投庄
- 日治時期
  - 1905年：竹子湖庄
  - 1920年：竹子湖庄湖田里
- 戰後時期
  - 1946年─1989年：湖田里
  - 1990年：併入湖山里[12]
  - 2002年：湖田里(自湖山里分出)[13]

### 農業發展歷史

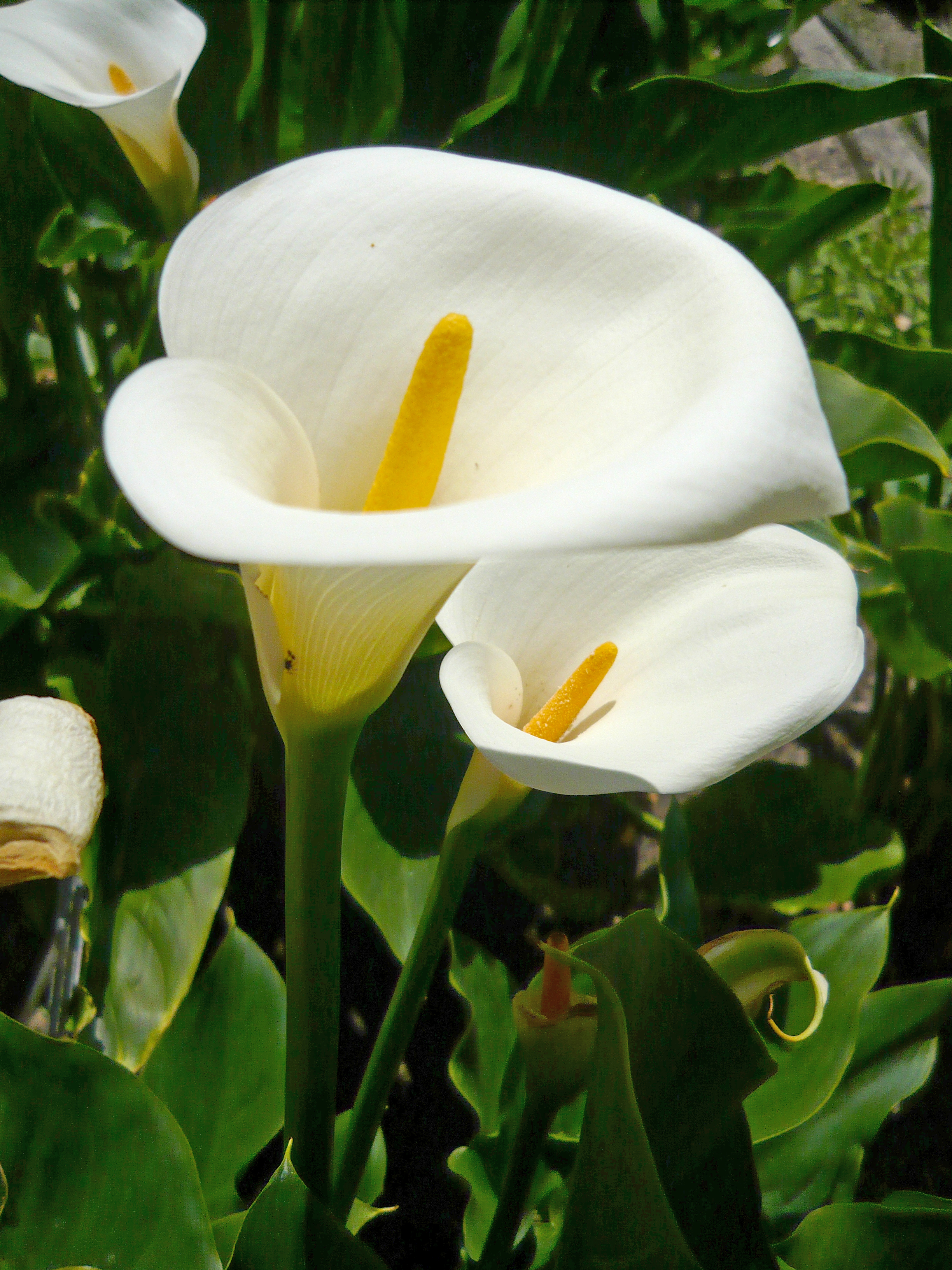
竹子湖的主要作物：海芋（馬蹄蓮）

- 第一時期：孟宗竹
- 第二時期：茶樹
- 第三時期：蓬萊米
- 第四時期：高麗菜
- 第五時期：花卉
- 目前：觀光休閒農業（以海芋為主）

## 外部連結
- 2019竹子湖海芋季官方網站 （页面存档备份，存于）
- 竹子湖海芋季  臺北旅遊網
- 竹子湖  臺北旅遊網